# Əliyar bəy Haşımbəyov

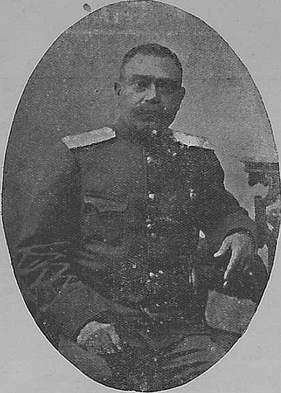
Əliyar bəy Haşimbəyov

Əliyar bəy Haşımbəyov (eingedeutscht Aliyar bäj Haschimbajow; * 8. März 1856 in Baku, Gouvernement Baku, Russisches Kaiserreich; † 29. Mai 1920 ebenda, Aserbaidschanische Sozialistische Sowjetrepublik) war ein Generalleutnant der Kaiserlich Russischen Armee und Staatsmann der Demokratischen Republik Aserbaidschan.

## Biographie
Haşımbəyov begann seine militärische Laufbahn im August 1873 als Junker in der Paul Infanterie Militärschule. Später setzte er seine Ausbildung in der Michael-Artillerieakademie in St. Petersburg fort. Im Dezember 1878 schloss er diese Einrichtung im Rang eines Porutschiks (Leutnant) ab.
1882 wurde Haşımbəyov in die Stadt Çıldır der Provinz Ardahan (heutige Türkei, damals Teil des Russischen Zarenreichs) abkommandiert. Im Mai 1883 erfolgte die Beförderung zum Stabskapitän, ein Jahr später zum Kapitän. Er war mittlerweile Kommandeur einer Einheit in der Provinz Kars. Mit dem Aufstieg zum Oberstleutnant im Jahr 1892 wurde er zum Kommandanten des Kreisbezirks Ardahan.
Im Dezember 1901 wurde Haşımbəyov zum Oberst befördert. Im Mai 1908 wurde er zum Militärgouverneur der Oblast Kars. Wenige Monate später wurde er zum Generalmajor ernannt. Im Juli 1913 wurde Haşımbəyov krankheitsbedingt und im Rang eines Generalleutnants aus dem Dienst entlassen.
Nach der Etablierung der Demokratischen Republik Aserbaidschan (DRA) im Mai 1918 wurde General Haşımbəyov von der Regierung zum Leiter des Gouvernements Zaqatala berufen. Im März 1919 wurde er per Dekret zum Generalgouverneur des Südwest-Aserbaidschans, einer territorialen Einheit der DRA.
Nach der Etablierung der Sowjetmacht in Aserbaidschan wurde Haşımbəyov wie die meisten Staatsmänner der DRA festgenommen. Er wurde zunächst im Gefangenenlager auf der Insel Nargin (heute Böyük Zirə) interniert. Am 29. Mai 1920 wurde er per Beschluss des Tscheka-Präsidiums zum Tode verurteilt und erschossen.

## Auszeichnungen
Während seiner Militärlaufbahn in der Zarenarmee wurde Haşımbəyov mehrfach ausgezeichnet. Er erhielt unter anderem die Orden des Heiligen Stanislaus der 2. und 3. Klasse, Orden des Heiligen Wladimir der 3. und 4. Klasse und den Annenorden der 3. und 2. Klasse.